# DF-15
DF-15는 중국의 단거리 탄도 미사일이다.

## 역사
1970년대 후반 1단 고체연료 단거리 탄도 미사일인 DF-11을 개발했다. 1990년대에는 DF-15를 개발했다. 그 후속형으로 2014년 DF-16을 실전배치했다.
DF-15, DF-16은 GPS 정밀유도 기능이 있어서, 재래식 탄두만을 사용하는 것으로 추정된다. 미국 국방부는 2008년 현재 중국이 DF-15 미사일 315-355발과 발사대 차량 90-110대를 보유한 것으로 추정한다.
DF-15B는 GPS 유도, 능동 레이다 유도, 레이저 거리측정기를 장착해 명중률을 더욱 높였다. 사거리는 50–800 km이며, CEP 5 m이다.

## 파생형
- DF-15: 사거리 600 km, 마하 6, 탄두중량 750 kg, CEP 300 m
- DF-15A: 사거리 900 km, 탄두중량 600 kg, CEP 30 m
- DF-15B: 사거리 800 km, CEP 5 m
- DF-15C: 사거리 700 km, 벙커버스터, CEP 15 m

모든 모델의 최소사거리는 50 km이다.

## 북한
한국과 미국은 북한이 최근 무력시위로 발사하는 스커드 미사일의 정확한 모델을 모른다. 그러나, 스커드 미사일이 액체연료라서 기습발사능력이 없는데, 최근 북한이 발사하는 SRBM(단거리 탄도 미사일)은 기습발사를 과시하고 있어서, 고체연료 스커드일 가능성이 높다. 1990년에 실전배치한 중국의 DF-15가 대표적인 고체연료 스커드 미사일이다. 2014년에 DF-16을 실전배치했는데, 이런 최신형을 북한에 수출했을 가능성은 낮다고 보면, DF-15일 가능성이 매우 높다. 1970년대 후반에 개발된 DF-11은 매우 구식이라서, 김정은이 매우 크게 과시하기에는, 많이 부적합한 모델이다.
2014년 3월 3일 오전 6시 19분 동해상에 스커드 계열로 추정되는 단거리 탄도미사일 2발을 발사했다. 사거리는 500여km 내외이다.
2014년 6월 29일 새벽 4시 50분과 58분 2차례에 걸쳐 스커드 계열로 추정되는 단거리 탄도 미사일을 발사했다. 원산 부근에서 발사한 미사일은 동북동쪽으로 500여 km를 날아가 공해상에 떨어졌다. 시진핑 중국 주석의 방한을 앞두고 무력시위 차원일 가능성이 있다.
2014년 7월 13일 새벽 1시 20분과 1시30분, 휴전선 북쪽 20 km인 개성 북쪽지역에서 동해상으로 스커드 계열로 추정되는 단거리 탄도미사일 2발을 발사했다. 사거리는 500여km 내외이다.
2014년 7월 26일, 북한이 정전체결 협정을 기념해 백령도 북쪽 장산곶에서 김정은 국방위 제1위원장이 참석한 가운데 스커드 계열로 추정되는 단거리 탄도미사일 1발을 동해상으로 발사했다. 500여km를 날아갔다.
2016년 3월 10일 오전 5시 20분 북한이 동해상으로 단거리 탄도미사일 2발을 기습 발사했다.
2016년 7월 19일 새벽 북한이 스커드 계열의 탄도미사일 3발을 발사했다.
2016년 8월 3일 아침 7시 50분쯤 황해남도 은율 일대에서 동해상으로 탄도미사일 1발을 발사했다. 한국의 사드를 무력화할 수 있다는 자신감을 과시하려는 의도, 또 남남갈등을 유발하기 위한 무력시위 차원으로 분석되었다.
2016년 9월 5일 스커드 계열로 추정되는 단거리 탄도미사일 3발을 발사했다. 합참은 노동, 미국 전문가는 스커드-ER이라고 분석했다. 아직 한미 정보당국은 정확한 미사일 모델을 모르고 있다. 스커드나 노동은 액체연료라서 기습발사능력이 없다.
2016년 9월 9일 북한 5차 핵실험

## 대한민국
중국 인민해방군 로켓군은 1개 미사일 여단이 DF-15 미사일로 한국을 조준하고 있다.
- 심양기지 (제51기지, 96101부대）: 요녕성 심양시, 1990년대초 길림성 퉁화시에서 이전. DF-31, DF-21, zh:中国人民解放军火箭军第六十五基地
  - 제806탄도여(96111부대): 산시성 한청시, 목표:미국, DF-31
  - 제810탄도여(96113부대): 다롄시 진저우구, 목표:일본, 한국, DF-21
  - 제816탄도여(96115부대): 길림성 퉁화시, 목표:일본, 한국, DF-15
  - 제822탄도여(96117부대): 산둥성 라이우시, 목표:일본, DF-21, 2000년 창설
  - 제826탄도여(96121부대): 허베이성 창저우시, 목표:일본, 한국, DF-21

## 같이 보기
- 현무-2 - DF-15와 외양, 성능이 거의 비슷한 한국의 SRBM
- WU-14 - 미국 미사일 방어망을 뚫는다고 알려져 있다